# Ітеєвська сільська рада
Іте́євська сільська рада (рос. Итеевский сельский совет) — муніципальне утворення у складі Ілішевського району Башкортостану, Росія. Адміністративний центр — село Ітеєво.

## Населення
Населення — 908 осіб (2019, 1048 у 2010, 1099 у 2002).

## Склад
До складу поселення входять такі населені пункти:
| Населений пункт      | Населення, осіб (2002) | Населення, осіб (2010) |
| -------------------- | ---------------------- | ---------------------- |
| Бурали, присілок     | 241                    | 235                    |
| Ітеєво, село         | 544                    | 506                    |
| Телепаново, присілок | 314                    | 307                    |